# جاكوار أس-تايب
جاكوار أس-تايب (بالإنجليزية: Jaguar S-Type)‏ هي سيارة من تصنيع شركة سيارات جاكوار.